# 増森
増森（ましもり、ますもり）は、埼玉県越谷市の町名。現行行政地名は増森一丁目から二丁目および大字増森。郵便番号は343-0012。

## 地理
埼玉県の東部地域で、越谷市中部の沖積平野に位置する。大落古利根川（以下、古利根川）と新方川（千間堀）の間のエリアと新方川と元荒川に挟まれたエリアがあり、大落古利根川などを境界に松伏町と接する。また古利根川（中川）の旧流路を境界に吉川市と接する。おもに田園地帯であり東端部分には工業団地が立地する。工業団地西側で東埼玉道路の築造工事が行われている。北部の古利根川沿いに自然堤防があり、古くからの集落が見られる。中央部分だけが一丁目・二丁目となっており、そのほかの部分に大字が残る。

### 河川
- 大落古利根川
- 新方川
- 中川
- 元荒川

## 歴史
かつては江戸期より存在した武蔵国埼玉郡新方領に属した増森村であった。地名の由来は隣村の増林村と同様、森が多かった地であると云われている。
- はじめは幕府領。以降変遷なし[4]。
- 幕末の時点では埼玉郡に属し、明治初年の『旧高旧領取調帳』の記載によると、代官佐々井半十郎支配所が管轄する幕府領であった[6]。
- 1868年（慶応4年）6月19日 - 幕府領が武蔵知県事・山田政則（忍藩士）の管轄となる。
- 1869年（明治2年） 
  - 1月13日 - 武蔵知県事・宮原忠英の管轄区域に大宮県を設置。県庁は東京府馬喰町に置かれる。
  - 9月29日 - 県庁が浦和に置かれ浦和県に改称。
- 1871年（明治4年）11月13日 - 第1次府県統合により埼玉県の管轄となる。
- 1879年（明治12年）3月17日 - 郡区町村編制法により成立した南埼玉郡に属す。郡役所は岩槻町に設置。
- 1889年（明治22年）4月1日 - 町村制施行により、花田村、増林村、増森村、中島村、東小林村が合併し南埼玉郡増林村が成立、増森村は増林村の大字増森となる。
- 1924年（大正13年） - 大字増森の東端を蛇行して流れていた古利根川の河川改修が実施され、河道に引かれていた境界線は変更されなかったため、隣の吉川町と陸続きになった[4]。当初は地内を分断するように新流路が計画されたため、住民は激しく反発した。（新川橋 (吉川市)も参照。）
- 1954年（昭和29年）11月3日 - 増林村が南埼玉郡越ヶ谷町、大沢町、新方村、桜井村、大袋村、荻島村、出羽村、蒲生村、大相模村と合併し越谷町が成立、越谷町の大字となる。
- 1982年（昭和57年）10月1日 - 大字増森、大字増林の各一部から増森一丁目と二丁目が成立[7]。同日、大字増森の一部が増林に編入されている[7]。

## 世帯数と人口
2021年（令和3年）12月1日現在の世帯数と人口は以下の通りである。
| 町丁       | 世帯数  | 人口    |
| ---------- | ------- | ------- |
| 大字増森   | 863世帯 | 1,862人 |
| 増森一丁目 | 76世帯  | 93人    |
| 増森二丁目 | 71世帯  | 171人   |

## 小・中学校の学区
市立小・中学校に通う場合、学区（校区）は以下の通りとなる。
| 番地 | 小学校             | 中学校           |
| ---- | ------------------ | ---------------- |
| 全域 | 越谷市立増林小学校 | 越谷市立東中学校 |

## 交通
地内に鉄道は敷設されていない。

### 道路
- 国道4号東埼玉道路
- 埼玉県道・東京都道102号平方東京線
- いちごタウン通り

## 施設
- 南埼玉病院
- 越谷市農業技術センター
- 増森工業団地
- 越谷食肉センター
- 第二越谷保育園
- 増森グラウンド
- 記島河原公園
- 新義真言宗宝正院
- 稲荷神社
- 増森神社
- 御嶽神社
- 雷電神社